# Lubomiła
Lubomiła – słowiańskie imię żeńskie złożone z członów  Lub- („miła, przyjemna, kochana”) i -miła („miła, przyjemna, kochana”).
W 1994 roku imię to nosiło 294 kobiet w Polsce.